# Manucodia jobiensis
La manucodia di Jobi (Manucodia jobiensis Salvadori, 1876) è un uccello passeriforme della famiglia dei paradiseidi.

## Descrizione

### Dimensioni
Misura fra i 30 e i 34 cm di lunghezza, per un peso compreso fra i 150 e i 205 g: a parità d'età, i maschi sono più grossi e robusti rispetto alle femmine.

### Aspetto
La manucodia di Jobi, come anche le altre specie congeneri, somiglia molto a un corvo, con aspetto forte, becco lungo e conico, forti zampe e coda squadrata e allungata. Nel complesso, la specie ricorda molto l'affine manucodia crestariccia, rispetto alla quale presenta dimensioni minori e coda più corta.

Il piumaggio è di colore nerastro su tutto il corpo, con riflessi metallici bluastri e porpora specialmente ai lati del collo e nella zona dorsale: le penne del vertice e delle estremità del collo sono leggermente arricciate, mentre quelle ventrali possono presentarsi più chiare sulla punta. Gli occhi sono rossi, il becco e le zampe sono invece neri.

## Biologia
Similmente alle altre manucodie anche questa specie presenta abitudini diurne e solitarie, anche se è possibile osservarla in coppie o in gruppi misti con altre specie, in particolar modo in luoghi dove il cibo è abbondante, come grossi alberi da frutta in maturazione.

### Alimentazione
La manucodia di Jobi si nutre di frutta e piccoli artropodi, sebbene non si conoscano le percentuali di questi due alimenti nella sua dieta.

### Riproduzione
Si conosce piuttosto poco rispetto alle abitudini riproduttive di questa specie, tuttavia si ritiene che esse non differiscano significativamente per modalità e tempistiche da quelle delle altre manucodie, che si riproducono durante la stagione delle piogge, sono monogame e mostrano collaborazione dei due partner nella costruzione del nido, nella cova e nell'allevamento della prole.

## Distribuzione e habitat
La manucodia di Jobi è diffusa nell'isola di Yapen, oltre che in altre isole circostanti della baia di Cenderawasih, oltre che nella fascia costiera e pedemontana settentrionale della Nuova Guinea, grossomodo fra Nabire e Madang, e in alcune aree meridionali della penisola di Doberai.
L'habitat di questa specie è rappresentato dalle aree densamente alberate di foresta pluviale fino a 750 metri di quota, mentre ad altezze maggiori viene rimpiazzata dalla congenere manucodia crespata.

## Tassonomia
Alcuni autori riconoscono una sottospecie rubiensis, endemica dell'isola di Rubi nella baia di Cenderawasih, tuttavia la specie è genericamente considerata monotipica.
Il nome scientifico della specie, dal quale proviene anche il nome comune, deriva dal nome obsoleto dell'isola di Yapen, dalla quale provenivano gli esemplari utilizzati da Salvadori per descrivere scientificamente la specie.